# Pommerscher Evangelischer Kirchenkreis
Der Pommersche Evangelische Kirchenkreis, kurz Kirchenkreis Pommern, entstand zu Pfingsten 2012 im Zuge der Neugründung der Evangelisch-Lutherischen Kirche in Norddeutschland („Nordkirche“). Aus den vier ehemaligen Kirchenkreisen (Demmin, Greifswald, Pasewalk und Stralsund) der Pommerschen Evangelischen Kirche wurden die drei Propsteien (Demmin, Pasewalk und Stralsund) des Pommerschen Evangelischen Kirchenkreises gebildet.

## Geographische Lage
Der Pommersche Kirchenkreis umfasst annähernd in den historischen Grenzen den bei Deutschland verbliebenen Teil Vorpommerns der ehemals preußischen Provinz Pommern, der heute den östlichen Teil des Landes Mecklenburg-Vorpommern bildet. Hinzu kommen mehrere Gemeinden des ehemaligen Kirchenkreises Pasewalk im Land Brandenburg, die historisch ebenfalls zu Pommern gehörten. Die Oder-Neiße-Grenze bildet im Osten die Grenze zur Diözese Breslau der Evangelisch-Augsburgischen Kirche in Polen.

## Geschichte
Von den Städten ausgehend verbreitete sich die Reformation, die im Jahr 1534 vom Landtag zu Treptow an der Rega eingeführt wurde. Der Reformator Johannes Bugenhagen wurde mit der Abfassung einer Kirchenordnung betraut. Zunächst wurden drei, später zwei Generalsuperintendenten eingesetzt. Jacob Runge, der die geistliche Leitung über Pommern-Wolgast innehatte, erarbeitete eine neue Kirchenordnung und schuf eine Sammlung von Bekenntnisschriften, das Corpus doctrinae Pomeranica. Seit 1827 stand ganz Pommern nur noch Generalsuperintendent. Nach dem Zweiten Weltkrieg umfasste die „Pommersche Evangelische Kirche“ nur noch Vorpommern und wurde seit 1947 von einem Bischof geleitet. Bestand die Kirchenprovinz Pommern bis 1945 noch aus 52 Kirchenkreisen, wurde die Anzahl 1997 im Zuge einer Strukturreform auf vier Kirchenkreise mit je einer Superintendentur reduziert. Mit Bildung der „Nordkirche“ im Jahr 2012 ging die Pommersche Evangelische Kirche in den Kirchenkreis Pommern über.

## Mitgliederstatistik
Mit Stand April 2021 hatte der Kirchenkreis 72.445 Mitglieder (15 % der Gesamtbevölkerung). Mit Stand 31. Dezember 2024 hatte der Kirchenkreis 63.558 Gemeindeglieder (13 % der Gesamtbevölkerung).

## Struktur und Aufgaben
Der Pommersche Evangelische Kirchenkreis bildet zusammen mit dem Evangelisch-lutherischen Kirchenkreis Mecklenburg den „Sprengel Mecklenburg und Pommern“. Für eine Übergangszeit gab es in diesem Sprengel zwei Bischöfe: Andreas von Maltzahn in Schwerin und Hans-Jürgen Abromeit in Greifswald, seit 2019 gibt es nur noch einen gemeinsamen, aktuell Tilman Jeremias. Der Kirchenkreis Pommern gliedert sich in drei Verwaltungsbezirke, die Propsteien Stralsund, Demmin und Pasewalk. Geleitet wird der Kirchenkreis von drei Instanzen: der Kreissynode, dem Kirchenkreisrat und den Pröpsten. Verwaltungssitz des Kirchenkreises ist Greifswald.

### Kreissynode
Die Kirchengemeinden werden durch die Synode des Kirchenkreises vertreten. Ihre 66 Mitglieder beschließen den Haushalt, die Ordnungen, und den Stellenplan und entscheiden über die Einrichtungen des Kirchenkreises. Die Kreissynode wählt die Pröpste ihres Kirchenkreises. Präses war bis 2006 Elke König, danach bis 2012 Rainer Dally.

### Kreiskirchenrat
Der Kreiskirchenrat besteht aus 13 Mitgliedern, den drei Pröpsten als geborene Mitglieder und zehn Vertretern, die von der Kreissynode gewählt werden. Der Kreiskirchenrat beaufsichtigt die Kirchengemeinden, ihre Dienste und Werke sowie die Verwaltung des Kirchenkreises. Er bereitet die Vorlagen für die Kreissynode vor und ist für die Umsetzung der Entscheidungen verantwortlich. Die Berufung der Pfarrer erfolgt durch den Kreisrat.

### Pröpste
Die drei Pröpste in Stralsund, Demmin und Pasewalk leiten miteinander den Kirchenkreis. Sie begleiten und beaufsichtigen die Pastoren, repräsentieren den Kirchenkreis im öffentlichen und kirchlichen Leben und haben besondere Befugnisse.

## Kirchengemeinden
Zum Kirchenkreis Pommern gehören insgesamt 154 Kirchengemeinden, die auf die Propsteien Demmin (46), Pasewalk (53) und Stralsund (55) verteilt sind.

## Einrichtungen des Kirchenkreises
Mit Bildung der „Nordkirche“ wurde ein neues „Regionalzentrum für kirchliche Dienste“ geschaffen. Im Bereich der Diakonie stehen 829 Einrichtungen mit mehr als 11.000 Mitarbeitern zur Verfügung. Hinzu kommen seelsorgerliche und pädagogische Angebote.

## Partnerschaften
Der Kirchenkreis pflegt Partnerbeziehungen zum Bistum Växjö der Schwedischen Kirche, zu dem Diözesen Pommern-Großpolen und Breslau der Evangelisch-Augsburgischen Kirche in Polen, zur Zentraldiözese der Evangelisch-Lutherischen Kirche in Tansania (ELCT) sowie zur Kap-Oranje-Diözese der Evangelisch-Lutherischen Kirche im Südlichen Afrika (ELCSA) und hat Kirchengemeinschaft mit der Michigan Conference der amerikanischen United Church of Christ (UCC). Diese Beziehungen hatte schon die frühere pommersche Landeskirche; mit der Fusion sind sie auf die Nordkirche übergegangen, werden aber weiterhin besonders im Pommerschen Kirchenkreis gepflegt.

## Weblink
- kirche-mv.de: Pommerscher Evangelischer Kirchenkreis